# Lymnastus swaluwenbergi
Lymnastus swaluwenbergi är en skalbaggsart som beskrevs av René Gabriel Jeannel 1932. Lymnastus swaluwenbergi ingår i släktet Lymnastus och familjen jordlöpare. Inga underarter finns listade i Catalogue of Life.